# لويس ليزاما ليغويزامون ساغارميناغا
لويس ديونيسيو دي ليزاما ليغويزامون إي ساغارميناغا (بالإنجليزية: Luis Dionisio de Lezama Leguizamón y Sagarminaga) (1865-1933)، مقاول وسياسي إسباني. ينحدر من مجموعة إثنية تُعرف باسم الباسكيون وهو باحث في اللغة الخاصة بهم. بصفته مقاولًا، استمر في تطوير عمليات التعدين المملوك للعائلة في جزء من خام الحديد والكربون والفلوريت والأنهيدريت واستثمار الجص في فاسكونجاداس وأستورياس. أما بصفته لغويًا، كان مديرًا تنفيذيًا قديمًا لشركة سوسيداد دي إستوديوس فاسكوس وكان يمتلك واحدة من أكبر المجموعات الأدبية الباسكية وساهم بنفسه في القليل من الأعمال العلمية. كسياسي، أيّد القضية التقليدية، أولّا الحركة الكارلية، بين عامي 1919-1931 بعد انضمامه لحركة ميليزمو المنشقة، ثم مرة أخرى في أوائل الثلاثينيات من القرن العشرين حين أقام حزب جيفاتورا الإقليمي في بسكاية.

## مُقاول
كان لويس مع شقيقه مانويل شريكا في ملكية شركة هيغوز دي ليزاما ليغويزامون-نيغوسيوس دي مينيريا، وهي الشركة التي تملك الشركة الموروثة؛ تتألف من مناجم خام الحديد المفتوحة في إتكسيباري وأولارغان. حتى أواخر تسعينيات القرن التاسع عشر، مُنحت عائلة ليزاما خمسة تراخيص للتعدين وتم تصنيفها في المرتبة السادسة كأكثر أصحاب الامتيازات نجاحًا في بسكاية. في مطلع القرن التالي، حاولا إعادة هيكلة محفظتهم التعدينية؛ في عام 1895، باع الشقيقان شركة سوسيداد كوتو مينيرو دي أولارغان وفي أوائل القرن العشرين حصلا على امتيازات تعدين الأنثراسيت في أستورياس للمرة الأولى. بصرف النظر عن التراخيص الجديدة في بسكاية، في عام 1910 حصل الشقيقان على المزيد من الامتيازات في أستورياس؛ بالإضافة إلى استثمار الفحم والفلورات والجص ورواسب أنهيدريت.
في وقت لاحق، تولى ليزاما العمل على نحو 15 منجمًا في بيسكاي وأستورياس؛ تم التخلي عن المجوهرات الموجودة في حفرة مفتوحة لخام الحديد في ميريبيلا. كانت بعض المناجم مجهزة بشبكات نقل أو مغاسل توفر خدمات لشركات تنافسية؛ جزء من بنيتها التحتية كان متقدمًا لدرجة أنه تم التحدث عنه ضمن بعض المقالات العلمية. تشير التقديرات إلى أن شركات ليزاما تمثل حوالي 5-6% من إنتاج خام الحديد في بسكاية، وحتى خلال أزمة الحرب أنتجت حوالي 110-122 ألف طن. في عشرينيات القرن العشرين، عندما كان التعدين في بسكاية يخضع للتحول وتم استبدال الشركات المملوكة للعائلات بملكية البنوك، صمدت شركة ليزاما. لعقود من الزمان، تورط الشقيقان في دعاوى قضائية ضد السلطات البلدية وخضعا لتحقيق قانوني حتى وصولهما إلى بريطانيا خلال ديكتاتورية بريمو حيث تمتعا بمعاملة الأفضلية.
شارك ليزاما في العديد من المبادرات الأخرى، والتي تتعلق في الغالب بأعماله في مجال التعدين. في تسعينيات القرن التاسع عشر، كان من بين أصحاب المصلحة في لا روبلا، وهو خط سكة حديد جديد يربط بيلباو مع ليون وبالنسيا؛ توفر كلتا المنطقتين الفحم اللازم لصناعة الحديد في بسكاية. في عام 1910، شارك في المشاريع الهندسية المتعلقة بتنظيم نهر نيرفيون، وهو أمر هام لنقل خام الحديد واستثماره. في أوائل القرن العشرين، ربط الشقيقان ليزاما أموالهما مع بانكو بيلباو فيزكايا أرجنتاريا؛ لعقود من الزمان، شغل لويس مقعدًا في السلطة التنفيذية، ثم في أواخر عشرينيات القرن العشرين تقلّد منصب الرئيس بالتناوب؛ استقال لاحقًا من مجلس الإدارة في أوائل الثلاثينيات. استثمر ليزاما أيضًا في أعمال البناء في كندا وصناعة الأفلام في أمريكا وفي أعمال التصوير في كاتالونيا.
لا يعد الشقيقان ليزاما من بين النخبة العليا من رجال الأعمال الصناعيين في بسكاية، من بينهم عائلات يبارا ومارتينيز ريفاس وشفاري وسوتا وإيشفاريتا؛ غير أنهم مدرجون كأعضاء في أوليغاركية الباسك الناشئة؛ يظهر اسمهما مرارًا وتكرارًا في تاريخ التصنيع في بسكاية وتم إدراج شركاتهما من بين أهم الشركات في بيلباو في العقود الأولى من القرن العشرين. تم استعراض ثروتهما ومكانتهما المهنية من خلال مبنيين: كاسا ليزاما ليغويزامون في وسط مدينة بيلباو، وهو مركز للعديد من الشركات والمؤسسات الأخرى، والثاني هو العقار السكني العائلي في غيتسكو. يعتبر كلا المبنيين أمثلة عن الإبداع المعماري في بسكاية، الأمر الذي أصبح ممكنًا بفضل ثروات الأوليغاركية الصناعية والمالية الجديدة.